# San-Lorenzo-Marsch
Der San-Lorenzo-Marsch (spanisch Marcha de San Lorenzo) ist ein argentinischer Militärmarsch. Das Musikstück wurde 1901 von Cayetano Alberto Silva komponiert und nach der Schlacht von San Lorenzo (1813) benannt. Carlos Javier Benielli verfasste einen Liedtext zum Marsch; heute ist der San-Lorenzo-Marsch einer der bekanntesten Märsche Argentiniens.

## Bedeutung und Verwendung

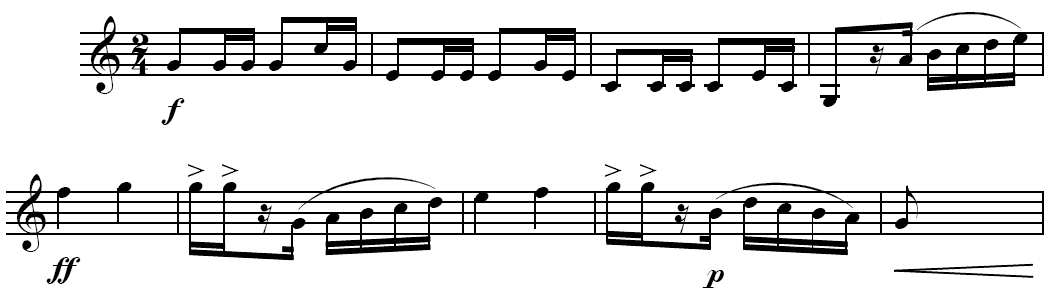
Eingangsthema des Marsches

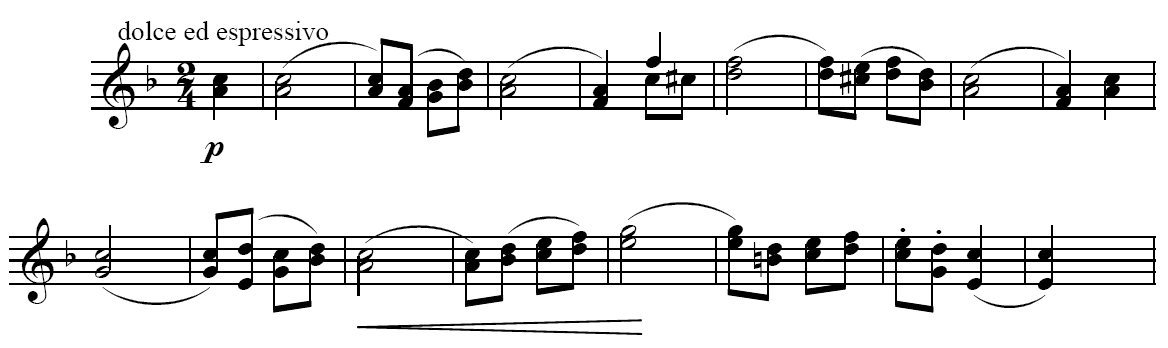
Melodie im Trio

Silva spielte seine Komposition erstmals im Juli 1901 und widmete sie zu Beginn des folgenden Jahres Pablo Riccheri, Kriegsminister unter Julio Argentino Roca. Riccheri war Silva für dessen Tribut dankbar und bat, den Marsch nach der Schlacht von San Lorenzo zu benennen. Entgegen der landläufigen Meinung, der Marsch habe zu Beginn den Namen San Martín (nach José de San Martín) getragen, war dies nie der Name dieser Komposition.
Im Oktober 1902 wurde der Marsch beim Convento de San Carlos Borromeo erstmals öffentlich aufgeführt und zum offiziellen Marsch des argentinischen Streitkräfte gekürt. Seinen Text erhielt der Marsch im Jahr 1907.
Von 1946 bis 1959 war der San-Lorenzo-Marsch ein offizielles Symbol des argentinischen Präsidentenamtes und wurde bei jedem öffentlichen Auftritt des Staatsoberhauptes gespielt. Davor und danach wurde diese Funktion von dem Marsch Marcha de Ituzaingó erfüllt.
Als die Wehrmacht 1940 in Paris einmarschierte, wurde dabei der San-Lorenzo-Marsch gespielt. Bei der Befreiung von Paris wurde der Marsch auf Anweisung von Dwight D. Eisenhower wiederum gespielt. Als Charles de Gaulle 1964 Argentinien besuchte, kam es zu einem Eklat, als zu Ehren des französischen Staatspräsidenten der San-Lorenzo-Marsch intoniert wurde, den dieser indes mit der deutschen Besatzung seines Landes im Zweiten Weltkrieg assoziierte.
Ebenso wurde der Marsch bei der Krönung von George V. und Elisabeth II. gespielt und umrahmt seit 1911 die Wachablösung am Buckingham Palace. Während des Falklandkriegs wurde in Großbritannien auf die Aufführung des San-Lorenzo-Marsches verzichtet.